# Quadri
Quadri község (comune) Olaszország Abruzzo régiójában, Chieti megyében.

## Fekvése
A Sangro folyó völgyében fekszik, a megye délnyugati részén. Határai: Borrello, Civitaluparella, Pizzoferrato és  Sant’Angelo del Pesco.

## Története
Az ókori Trebula helyén épült ki, amelyet a szamniszok alapítottak. Első írásos említése a 10. század végéről származik, amikor bencés szerzetesek telepedtek le a vidéken. A következő századokban nemesi birtok volt. Önállóságát a 19. század elején nyerte el, amikor a Nápolyi Királyságban felszámolták a feudalizmust.

## Népessége
A népesség számának alakulása:

## Főbb látnivalói
- Madonna dello Spineto-kolostor
- San Nicola-templom
- Santa Maria dello Spineto-templom romjai
- az egykori, középkori vár romjai